# Черв'яга амазонська
Черв'яга амазонська (Caecilia tentaculata) — вид земноводних з роду Черв'яга родини Черв'яги. Інша назва «черв'яга Ліннея».

## Опис
Загальна довжина досягає 45—63,1 см, яка у 30-35 разів більша за діаметр, в той час як в інших її родичів — у 80 разів. Це досить велика і масивна черв'яга. Голова коротка. Морда виступає уперед за рота. Щелепи з двома рядками зубів. Зуби дрібні, криві, повернуті усередину рота. Щупальці менші, ніж у інших видів, знаходяться трохи спереду ніздрів. Тулуб має циліндричну форму. Шкіра дуже гладенька. Задній кінець вкрито жорсткою пластинкою. Має 100–300 кілець, що вкривають усе тіло. Загальний тон сіруватий, при цьому верхня сторона темніша (сірувато-синя) за нижню (світло-сіру), поперечні смужки відсутні.

## Спосіб життя
Полюбляє субтропічні і тропічні вологі рівнинні ліси, плантації і сади. Зустрічається на висоті до 1000 м над рівнем моря. Весь час переміщується у ґрунті під листовою підстилкою.
Самиця відкладає яйця у ямку в землі.

## Розповсюдження
Поширена у басейні річки Амазонка: на території Бразилії, Колумбії, Еквадорі, Гвіані, Перу, Суринаму, Венесуелі, можливо в Болівії та Гаяні.